# Cuba nos Jogos Pan-Americanos de 2015
Cuba competiu nos Jogos Pan-Americanos de 2015 em Toronto de 10 a 26 de julho de 2015. O país competiu em 9 esportes com 213 atletas e conquistou 36 medalhas de ouro.